# جام ملت‌های اروپا ۲۰۰۸
جام قهرمانی فوتبال ملت‌های اروپا ۲۰۰۸، سیزدهمین دوره مسابقات جام ملت‌های اروپا است که به‌طور خلاصه یورو ۲۰۰۸ نامیده می‌شود و بین روزهای ۷ ژوئن تا ۲۹ ژوئن سال ۲۰۰۸ و در کشورهای اتریش و سوئیس برگزار شد.
این دومین دوره از سه دوره مسابقات یورو که به‌طور مشترک توسط دو کشور میزبانی می‌شوند، بود. پس از مسابقات جام ملت‌های اروپا ۲۰۰۰ که میزبان‌هایش کشورهای هلند و بلژیک بودند و پیش از مسابقات جام ملت‌های اروپا ۲۰۱۲ که کشورهای لهستان و اوکراین از شرکت‌کنندگان در آن پذیرایی خواهند کرد.
در مجموع ۱۶ تیم در این دوره حضور داشتند. اتریش و سوئیس به‌عنوان میزبان مسابقات خودبخود شرکت داشتند؛ ۱۴ تیم باقی‌مانده در بازی‌هایی که از اوت ۲۰۰۶ شروع شد، مشخص شدند. اتریش و لهستان نخستین بار بود که در مسابقات ظاهر می‌شدند. اسپانیا قهرمان یورو ۲۰۰۸ به‌عنوان نماینده کنفدراسیون فوتبال اروپا (یوفا) در جام کنفدراسیون‌ها ی سال ۲۰۰۹ حضور پیدا کرد.

## فرایند پیشنهاد
دو کشور میزبان پیشنهاد خودشان را برای میزبانی بازی‌ها ارائه کردند و خود را در رقابتی بزرگ بر سر میزبانی بازی‌ها دیدند. رقبای آن‌ها در این رقابت یونان/ترکیه، اسکاتلند/ایرلند، روسیه، مجارستان، کرواسی/بوسنی و هرزگوین، و اتحاد چهارگانه شمال اروپا یعنی نروژ/سوئد/دانمارک/فنلاند بودند. اتریش پیش از این نیز همراه با یک کشور دیگر که مجارستان بود، برای میزبانی یورو ۲۰۰۴ پیشنهاد داده بود. اما سرانجام به پرتغال باختند.
اتریش/سوئیس، یونان/ترکیه، و مجارستان پیش از رأی پایانی پیشنهاد شده بودند. یونان و ترکیه عقب نشستند و به مجارستان و اتریش/سوئیس اجازه داد که در این نبرد پیروز شوند.

## محل انجام مسابقات
سوئیس تمامی بازی‌های مرحله گروهی‌اش را در بازل و اتریش تمامی بازی‌های مرحله گروهی‌اش را در وین انجام داد.
در سال ۲۰۰۴ میلادی (۱۳۸۳ خورشیدی) محل انجام بازی‌های زوریخ برای برنامه‌ریزان دردسرساز شد. در اصل، باید ورزشگاه هاردتورم برای بازسازی و استفاده به‌عنوان محل برگزاری مسابقات این شهر می‌بود، اما چالش‌های قانونی این نقشه را تا زمانی به تأخیر انداخت که به زمین این اجازه را نمی‌داد که در سال ۲۰۰۸ مورد استفاده قرار گیرد. این موضوع مشکل‌ساز بود، توافق‌نامه بین یوفا و برگزارکنندگان تصریح می‌کرد که در هر کشور باید ۴ محل برای برگزاری مسابقات در نظر گرفته شود. این مشکل زمانی برطرف شد که برگزارکنندگان پیشنهاد کردند به‌جای هاردتورم، ورزشگاه لتزیگراند بازسازی شود. یوفا نقشه تجدید نظر شده را در ژانویه ۲۰۰۵ تصویب کرد. ورزشگاه لتزیگراند اولین مسابقه فوتبالش را اول مهر ۱۳۸۶ میزبانی کرد.
| وین                               | کلاگنفورت                             | سالزبورگ                          | اینسبروک                          |
| --------------------------------- | ------------------------------------- | --------------------------------- | --------------------------------- |
| ورزشگاه ارنست هاپل گنجایش: ۵۳٬۹۲۵ | هایپو-آرنا گنجایش: ۳۱٬۹۵۷             | ورزشگاه ردبول آرنا گنجایش: ۳۱٬۰۲۰ | ورزشگاه تیوولی-نیو گنجایش: ۳۱٬۶۰۰ |
|                                   |                                       |                                   |                                   |
|                                   |                                       |                                   |                                   |
| بازل                              | برن                                   | ژنو                               | زوریخ                             |
| سنت ژاکوب پارک گنجایش: ۴۲٬۰۰۰     | ورزشگاه سوئیس وانکدورف گنجایش: ۳۱٬۹۰۷ | ورزشگاه ژنو گنجایش: ۳۱٬۲۲۸        | ورزشگاه لتزیگراند گنجایش: ۳۰٬۰۰۰  |
|                                   |                                       |                                   |                                   |

## جام جدید
جام جدیدی به برندگان یورو ۲۰۰۸ داده شد.
نسخه جدید جام هانری دلاونای، توسط آسپری لاندن ساخته شد. جام جدید تقریباً یک المثنی از نسخه اصلی است، اما کاملاً مثل آن نیست. پیکرهٔ کوچکی که یک توپ را جادو می‌کرد و پشت جام اصلی بود حذف شده‌است. پایهٔ نقره‌ای جام نیز برای ایستاتر شدن آن بزرگ‌تر شده‌است. نام کشورهای برنده که پشت پایهٔ مرمری بود، اکنون پشت جام حکاکی شده‌است. کل جام که از نقره تمام‌عیار ساخته شده، ۸ کیلوگرم وزن و ۶۰ سانتی‌متر ارتفاع دارد.

## دور انتخابی
قرعه‌کشی دور انتخابی روز ۷ بهمن ۱۳۸۴ رأس ساعت ۱۲:۰۰ (به وقت مرکزی اروپا) در شهر مونتروکس سوئیس برگزار شد.
دور انتخابی یک ماه پس از مسابقات جام جهانی فوتبال ۲۰۰۶ آغاز شد. اتریش و سوئیس به‌طور خودکار به‌عنوان کشورهای میزبان مسابقات به دور پایانی راه یافتند. شکل‌بندی راه‌یابی به دور بعد نسبت به دوره‌های پیشین دگرگون شده بود. برنده‌ها و تیم‌های دوم هر هفت گروه که برای مسابقات پایانی واجد شرایط می‌شوند، به همراه میزبانان که دو شیار باقی‌مانده را پر کرده بودند، ۱۶ تیم نهایی را تشکیل می‌دهند. تغییری که صورت گرفته اینست که هیچگونه بازی پلی‌آف در کار نیست و تیم‌های دوم هر گروه نیز مستقیماً به دور بعد می‌روند. تیم‌های سوم گروه‌ها دیگر فرصتی برای راه‌یابی ندارند. شش‌تا از گروه‌ها هفت تیمی بود و گروه ۱ تنها گروهی بود که هشت تیم را دربرداشت.

### تیم‌های حاضر در مرحله نهایی
| کشور      | راه‌یافته به‌عنوان | تاریخ قطعی شدن صعود | تعداد حضور در مسابقات پیشین۱                                  |
| --------- | ---------------- | ------------------- | ------------------------------------------------------------- |
| اتریش     | یکی از میزبان‌ها  | ۲۱ آذر ۱۳۸۱         | ۰ (نخستین حضور)                                               |
| سوئیس     | یکی از میزبان‌ها  | ۲۱ آذر ۱۳۸۱         | ۲ (۱۹۹۶ و ۲۰۰۴)                                               |
| لهستان    | برنده گروه ۱     | ۲۶ آبان ۱۳۸۶        | ۰ (نخستین حضور)                                               |
| پرتغال    | تیم دوم گروه ۱   | ۳۰ آبان ۱۳۸۶        | ۴ (۱۹۸۴، ۱۹۹۶، ۲۰۰۰، ۲۰۰۴)                                    |
| ایتالیا   | برنده گروه ۲     | ۲۶ آبان ۱۳۸۶        | ۶ (۱۹۶۸, ۱۹۸۰، ۱۹۸۸، ۱۹۹۶، ۲۰۰۰، ۲۰۰۴)                        |
| فرانسه    | تیم دوم گروه ۲   | ۲۶ آبان ۱۳۸۶        | ۶ (۱۹۶۰، ۱۹۸۴, ۱۹۹۲، ۱۹۹۶، ۲۰۰۰, ۲۰۰۴)                        |
| یونان     | برنده گروه ۳     | ۲۵ مهر ۱۳۸۶         | ۲ (۱۹۸۰، ۲۰۰۴)                                                |
| ترکیه     | تیم دوم گروه ۳   | ۳۰ آبان ۱۳۸۶        | ۲ (۱۹۹۶، ۲۰۰۰)                                                |
| جمهوری چک | برنده گروه ۴     | ۲۵ مهر ۱۳۸۶         | ۶ (۱۹۶۰۲ , ۱۹۷۶۲ , ۱۹۸۰۲ , ۱۹۹۶، ۲۰۰۰، ۲۰۰۴)                  |
| آلمان     | تیم دوم گروه ۴   | ۲۱ مهر ۱۳۸۶         | ۹ (۱۹۷۲۳, ۱۹۷۶۳, ۱۹۸۰۳, ۱۹۸۴۳, ۱۹۸۸۳, ۱۹۹۲، ۱۹۹۶, ۲۰۰۰، ۲۰۰۴) |
| کرواسی    | برنده گروه ۵     | ۲۶ آبان ۱۳۸۶        | ۲ (۱۹۹۶، ۲۰۰۴)                                                |
| روسیه     | تیم دوم گروه ۵   | ۳۰ آبان ۱۳۸۶        | ۸ (۱۹۶۰۴, ۱۹۶۴۴, ۱۹۶۸۴, ۱۹۷۲۴, ۱۹۸۸۴, ۱۹۹۲۵, ۱۹۹۶، ۲۰۰۴)      |
| اسپانیا   | برنده گروه ۶     | ۲۶ آبان ۱۳۸۶        | ۷ (۱۹۶۴, ۱۹۸۰، ۱۹۸۴، ۱۹۸۸، ۱۹۹۶، ۲۰۰۰، ۲۰۰۴)                  |
| سوئد      | تیم دوم گروه ۶   | ۳۰ آبان ۱۳۸۶        | ۳ (۱۹۹۲، ۲۰۰۰، ۲۰۰۴)                                          |
| رومانی    | برنده گروه ۷     | ۲۱ مهر ۱۳۸۶         | ۳ (۱۹۸۴، ۱۹۹۶، ۲۰۰۰)                                          |
| هلند      | تیم دوم گروه ۷   | ۲۶ آبان ۱۳۸۶        | ۷ (۱۹۷۶، ۱۹۸۰، ۱۹۸۸, ۱۹۹۲، ۱۹۹۶، ۲۰۰۰، ۲۰۰۴)                  |

۱ سال‌های توپر نشان‌دهنده قهرمانی کشور نام‌برده، در مسابقات است.
۲ به‌عنوان چک‌اسلواکی
۳ به‌عنوان آلمان غربی
۴ به‌عنوان اتحاد جماهیر شوروی
۵ به‌عنوان کشورهای مستقل مشترک‌المنافع

## سیدبندی
قرعه‌کشی مسابقات پایانی در روز ۱۱ آذر ۱۳۸۶ انجام شد. با بازگشت به شکل مورد استفاده در یورو ۹۲ و یورو ۹۶ بازی‌های هر گروه فقط در دو ورزشگاه انجام می‌شود، که تیم سید شده برای سه بازی در همان شهر می‌ماند. همانگونه که فینال‌های ۲۰۰۰ و ۲۰۰۴ نیز بود، فینالیست‌ها به ۴ گلدان سیدبندی تقسیم می‌شوند، که این تقسیم‌بندی بر پایه میانگین امتیازات در هر بازی در مرحله مقدماتی جام جهانی فوتبال ۲۰۰۶ و یورو ۲۰۰۸ است. هر گروه نیز یک تیم از هر گلدان را داراست. اتریش و سوئیس، به‌عنوان میزبانان مشترک، و یونان به‌عنوان مدافع عنوان قهرمانی، خودبخود در سید اول قرار گرفته بودند. هلند بر اساس ضریب تأثیر یوفا در رده‌بندی نهایی یورو ۲۰۰۸ سیدبندی شده بود.
| گلدان ۱                                                                | گلدان ۲                               | گلدان ۳                             | گلدان ۴                           |
| ---------------------------------------------------------------------- | ------------------------------------- | ----------------------------------- | --------------------------------- |
| - اتریش (اختصاص‌یافته به A۱) - سوئیس (اختصاص‌یافته به B۱) - یونان - هلند | - کرواسی - ایتالیا - جمهوری چک - سوئد | - رومانی - آلمان - پرتغال - اسپانیا | - لهستان - فرانسه - ترکیه - روسیه |

## داوران مسابقات
دوازده داور و بیست‌وچهار کمک‌داور برای این مسابقات انتخاب شده‌اند:
| انجمن فوتبال | داور                 | کمک‌ها                   | کمک‌ها                |
| ------------ | -------------------- | ----------------------- | -------------------- |
| اتریش        | کونراد پلاتز         | ایگون بروتر             | مارکوس میر           |
| بلژیک        | فرانک دبلکر          | پیتر هرمانز             | آلکس ورستریتن        |
| انگلستان     | هاوارد وب            | دارن کن                 | مایک مولارکی         |
| آلمان        | هربرت فاندل          | کارستن کاداچ            | وولکر وزل            |
| یونان        | کایروس واساراس       | دیمیتریس بوزارتزیدیس    | دیمیتریس سارایداریس  |
| ایتالیا      | روبرتو روزتی         | آلساندرو گریسلی         | پائولو کالکانیو      |
| هلند         | پیتر وینک            | آدریان اینیا            | هانس تن هووه         |
| نروژ         | تام هنینگ اوربو      | گیر آگه هولن            | یان پیتر راندن       |
| اسلواکی      | لوبوس میشل           | رومان اسلیسکو           | مارتین بالکو         |
| اسپانیا      | مانوئل مخوتو گونزالس | خوان کارلوس یوسته خیمنز | جسوس کالوو گوادامورو |
| سوئد         | پیتر فروجفلت         | استفان ویتبرگ           | هنریک آندرن          |
| سوئیس        | ماسیمو باساکا        | ماتیاس آرنت             | استفان کوهات         |

## ترکیب تیم‌ها
هر تیم می‌بایست ۲۳ بازیکن که سه تا از آن‌ها دروازه‌بان هستند، تا ۸ خرداد ۱۳۸۷ معرفی می‌کرد. اگر یکی از بازیکنان به شدت مجروح می‌شد، تیمش می‌توانست برای پیش‌گیری از حضور این بازیکن مصدوم در یورو، تا پیش از شروع مسابقات او را با یک بازیکن دیگر جایگزین کند.

## مرحله گروهی
همهٔ زمان‌ها برحسب ساعت تابستانی اروپای مرکزی (یوتی‌سی ۲:۰۰+) هستند
در جدول‌های زیر:
- بازی = تمام بازی‌های انجام‌شده؛ برد = تمام بازی‌های برده؛ مساوی = تمام بازی‌های مساوی‌شده؛ باخت = تمام بازی‌های باخته؛ زده = تمام گل‌های زده؛ خورده = تمام گل‌های خورده؛ تفاضل = تفاضل گل (زده از خورده کم می‌شود); امتیاز = تمام امتیازهای اندوخته‌شده (سه×برد + مساوی)

#### گروه A
| تیم       | بازی | برد | مساوی | باخت | زده | خورده | تفاضل | امتیاز |
| --------- | ---- | --- | ----- | ---- | --- | ----- | ----- | ------ |
| پرتغال    | ۳    | ۲   | ۰     | ۱    | ۵   | ۳     | +۲    | ۶      |
| ترکیه     | ۳    | ۲   | ۰     | ۱    | ۵   | ۵     | ۰     | ۶      |
| جمهوری چک | ۳    | ۱   | ۰     | ۲    | ۴   | ۶     | ۲-    | ۳      |
| سوئیس     | ۳    | ۱   | ۰     | ۲    | ۳   | ۳     | ۰     | ۳      |

کسب جواز صعود به مرحلهٔ بعد
- پرتغال به عنوان تیم اول گروه با ۶ امتیاز صعود خود را به دور یک‌چهارم پایانی قطعی کرد.[۸]
- برندهٔ دیدار ترکیه با جمهوری چک به دور بعد راه خواهد یافت. اگر مسابقه با تساوی تمام شود، تیم صعودکننده در ضربات پنالتی مشخص خواهد شد.
- سوئیس جواز صعود به مرحلهٔ یک‌چهارم پایانی را کسب نکرد و به عنوان یکی از تیم‌های آخر گروهش و اولین تیم حذف‌شده از رقابت‌ها به کار خود پایان می‌دهد.[۹]

نکاتی در مورد گره‌گشایی از موقعیت‌های این‌چنینی
- پرتغال و ترکیه، بر اساس امتیازی که در بازی رودررو گرفته‌اند، رتبه‌بندی شدند:
  - پرتغال – ۳ امتیاز (۲:۰ با ترکیه)
  - ترکیه - ۰ امتیاز (۰:۲ با پرتغال)
- جمهوری چک و سوئیس، بر اساس امتیازی که در بازی رودررو گرفته‌اند، رتبه‌بندی شدند:
  - جمهوری چک – ۳ امتیاز (۱:۰ با سوئیس)
  - سوئیس - ۰ امتیاز (۰:۱ با جمهوری چک)

#### گروه B
| تیم    | بازی | برد | مساوی | باخت | گل زده | گل خورده | تفاضل | امتیاز |
| ------ | ---- | --- | ----- | ---- | ------ | -------- | ----- | ------ |
| کرواسی | ۳    | ۳   | ۰     | ۰    | ۴      | ۱        | +۳    | ۹      |
| آلمان  | ۳    | ۲   | ۰     | ۱    | ۴      | ۲        | +۲    | ۶      |
| اتریش  | ۲    | ۰   | ۱     | ۲    | ۱      | ۳        | -۲    | ۱      |
| لهستان | ۲    | ۰   | ۱     | ۲    | ۱      | ۴        | -۳    | ۱      |

کسب جواز صعود به مرحلهٔ بعد
- کرواسی به عنوان تیم اول گروه با ۹ امتیاز جواز صعود به مرحلهٔ یک‌چهارم پایانی را دریافت کرد و اولین تیمی بود که با حداکثر امتیاز به دور بعد صعود کرد.[۱۰]
- آلمان با پیروزی در مقابل اتریش، با ۶ امتیاز و به عنوان تیم دوم گروه به دور یک‌چهارم صعود کرد.
- اتریش و لهستان به خاطر برابر بودن امتیاز در بازی رودررو، بر اساس تفاضل گل رتبه‌بندی شده‌اند.

#### گروه C (گروه مرگ)

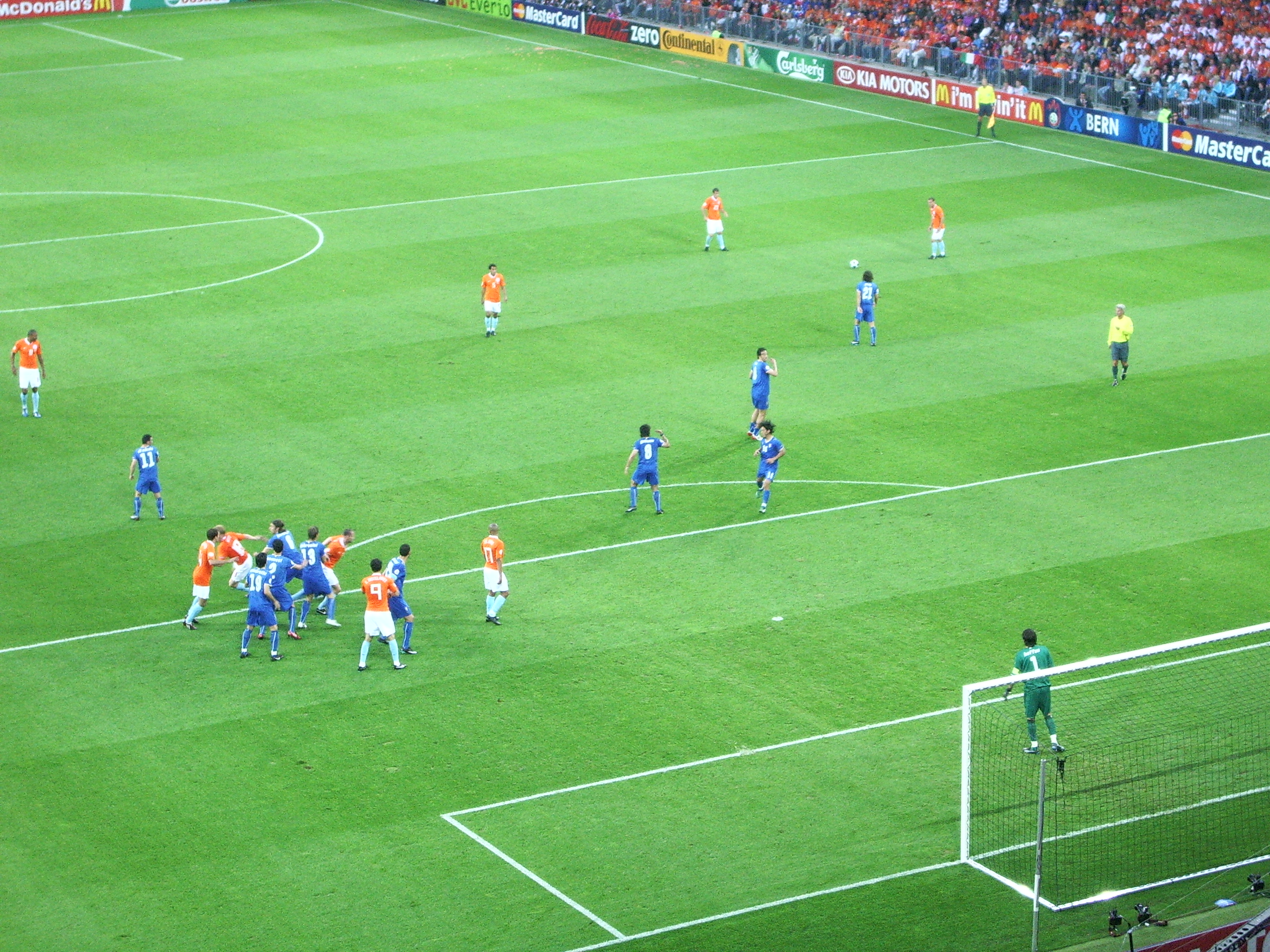
بازی هلند و ایتالیا، ۹ ژوئن ۲۰۰۸

| تیم     | بازی | برد | مساوی | باخت | گل زده | گل خورده | تفاضل | امتیاز |
| ------- | ---- | --- | ----- | ---- | ------ | -------- | ----- | ------ |
| هلند    | ۳    | ۳   | ۰     | ۰    | ۹      | ۱        | +۸    | ۹      |
| ایتالیا | ۳    | ۱   | ۱     | ۱    | ۳      | ۴        | -۱    | ۴      |
| رومانی  | ۳    | ۰   | ۲     | ۱    | ۱      | ۳        | -۲    | ۲      |
| فرانسه  | ۳    | ۰   | ۱     | ۲    | ۱      | ۶        | -۵    | ۱      |

#### گروه D
| تیم     | بازی | برد | مساوی | باخت | گل زده | گل خورده | تفاضل | امتیاز |
| ------- | ---- | --- | ----- | ---- | ------ | -------- | ----- | ------ |
| اسپانیا | ۳    | ۳   | ۰     | ۰    | ۸      | ۳        | +۵    | ۹      |
| روسیه   | ۳    | ۲   | ۰     | ۱    | ۴      | ۴        | ۰     | ۶      |
| سوئد    | ۳    | ۱   | ۰     | ۲    | ۳      | ۴        | -۱    | ۳      |
| یونان   | ۳    | ۰   | ۰     | ۳    | ۱      | ۵        | -۴    | ۰      |

کسب جواز صعود به مرحلهٔ بعد
- اسپانیا به عنوان تیم اول گروه D با ۹ امتیاز به مرحلهٔ یک‌چهارم پایانی صعود کرد.
- روسیه با شکست سوئد، با ۶ امتیاز تیم دوم گروه شد و به یک‌چهارم پایانی راه یافت.
- سوئد با شکست در مقابل روسیه تیم سوم گروه شد و از راه یافتن به دور بعد بازماند.
- یونان به دور یک‌چهارم پایانی صعود نکرد و به عنوان تیم آخر گروهش به کار خود پایان داد.

## مرحله حذفی
|                                 |       | پنالتی‌ها                  |  |
| مودریچ · سرنا · راکیتیچ · پتریچ | ۱ – ۳ | توران · شنتورک · آلتین‌توپ |  |

| ۱ تیر، ۱۳۸۷ ۲۰:۴۵ | هلند         | ۱ – ۳ (و. ا) | روسیه                                                 | سنت یاکوب پارک، بازل داور: لوبوس میشل (اسلواکی) |
| ۱ تیر، ۱۳۸۷ ۲۰:۴۵ | نیستلروی ۸۶' | (گزارش)      | پاولیوچنکو ۵۶' · دمیتری توربینسکی ۱۱۲' · آرشاوین ۱۱۶' | سنت یاکوب پارک، بازل داور: لوبوس میشل (اسلواکی) |
| ۱ تیر، ۱۳۸۷ ۲۰:۴۵ |              |              |                                                       | سنت یاکوب پارک، بازل داور: لوبوس میشل (اسلواکی) |

| ۲ تیر، ۱۳۸۷ ۲۰:۴۵ | اسپانیا | ۰ – ۰ (و. ا) | ایتالیا | ورزشگاه ارنست هاپل، وین داور: هربرت فاندل (آلمان) |
| ۲ تیر، ۱۳۸۷ ۲۰:۴۵ |         |              |         | ورزشگاه ارنست هاپل، وین داور: هربرت فاندل (آلمان) |
| ۲ تیر، ۱۳۸۷ ۲۰:۴۵ |         |              |         | ورزشگاه ارنست هاپل، وین داور: هربرت فاندل (آلمان) |

|                                       |       | پنالتی‌ها                                |  |
| ویا · کازورلا · سنا · گویزا · فابرگاس | ۴ – ۲ | گروسو · ده روسی · کامورانزی · دی ناتاله |  |

#### نیمه‌پایانی
| ۵ تیر، ۱۳۸۷ ۲۰:۴۵ | آلمان                                                      | ۳–۲ | ترکیه                             | سنت یاکوب پارک، بازل |
| ۵ تیر، ۱۳۸۷ ۲۰:۴۵ | باستین شوانشتایگر ۲۶' · میروسلاو کلوزه ۷۹' · فیلیپ لام ۹۰' |     | اوگور بورال ۲۲' · سمیح شنتورک ۸۶' | سنت یاکوب پارک، بازل |
| ۵ تیر، ۱۳۸۷ ۲۰:۴۵ |                                                            |     |                                   | سنت یاکوب پارک، بازل |

| ۶ تیر، ۱۳۸۷ ۲۰:۴۵ | روسیه | ۰–۳                                                 | اسپانیا | ورزشگاه ارنست هاپل، وین |
| ۶ تیر، ۱۳۸۷ ۲۰:۴۵ |       | ژاوی هرناندز ۵۰' · دنیل گویزا ۷۳' · داوید سیلوا ۸۲' |         | ورزشگاه ارنست هاپل، وین |
| ۶ تیر، ۱۳۸۷ ۲۰:۴۵ |       |                                                     |         | ورزشگاه ارنست هاپل، وین |

### پایانی
| ۹ تیر، ۱۳۸۷ ۲۰:۴۵ | آلمان | ۰–۱              | اسپانیا | ورزشگاه ارنست هاپل، وین داور: روبرتو روزتی |
| ۹ تیر، ۱۳۸۷ ۲۰:۴۵ |       | فرناندو تورس ۳۳' |         | ورزشگاه ارنست هاپل، وین داور: روبرتو روزتی |
| ۹ تیر، ۱۳۸۷ ۲۰:۴۵ |       |                  |         | ورزشگاه ارنست هاپل، وین داور: روبرتو روزتی |

| جام ملت‌های اروپا ۲۰۰۸   |
| ----------------------- |
| · اسپانیا · دومین عنوان |

## آمار

### گلزنان
| ۴ گل - داوید ویا (آقای گل) ۳ گل - لوکاس پودولسکی - هاکان یاکین - رومن پاولیوچنکو ۲ گل - ایوان کلاسنیچ - میشائیل بالاک - وسلی اسنایدر - رابین فان پرسی - رود فان نیستلروی - آندری آرشاوین - زلاتان ابراهیموویچ - آردا توران - نیهات قهوه‌چی - سمیح شنتورک - دنیل گویزا - فرناندو تورس | ۱ گل - ایویکا واستیچ - ایویکا اولیچ - داریو سرنا - لوکا مودریچ - لیبور سیونکو - والکاو سورکوس - یاروسلاف پلاشیل - یان کولر - تیه‌ری هانری - باستین شوانشتایگر - میروسلاو کلوزه - آنجلوس چاریستیس - دانیله ده روسی - آندره‌آ پیرلو - کریستین پانوچی - جیووانی وان برونکهورست - درک کویت | ۱ گل (ادامه) - آرین روبن - کلاس یان هونتلار - راژر گوئریرو - رائول میرلس - پپه - نونو گومز - هلدر پوستیگا - دکو - کریستیانو رونالدو - ریکاردو کوارشما - آدریان موتو - کونستانتین زیریانوف - دمیتری توربینسکی - سسک فابرگاس - روبن د لا رد - پتر هانسون |

### گل‌ها
- سریع‌ترین گل زده‌شده: دقیقهٔ ۴ – لوکا مودریچ برای  کرواسی در مقابل اتریش
- دیرترین گل زده‌شده: دقیقهٔ ۹۰+۳ – رائول میرلس برای  پرتغال در مقابل ترکیه
- بیش‌ترین گل در یک بازی: ۵ –  اسپانیا ۴–۱  روسیه
- کم‌ترین گل در یک بازی: ۰ –  رومانی ۰–۰  فرانسه
- بیش‌ترین تفاضل گل در یک بازی: ۳
  - اسپانیا ۴–۱ روسیه
  - هلند ۳–۰ ایتالیا
  - هلند ۴–۱ فرانسه

### نخستین‌های مسابقات
- نخستین کارت زرد: لودوویچ مگنین برای  سوئیس در مقابل جمهوری چک – دقیقهٔ ۵۹
- نخستین کارت قرمز: باستین شوانشتایگر برای  آلمان در مقابل کرواسی – دقیقهٔ ۲+۹۰
- نخستین گل: واکلاو سورکوس برای  جمهوری چک در مقابل سوئیس – دقیقهٔ ۷۱
- نخستین گل‌نخورده در یک بازی: پیتر چک برای  جمهوری چک در مقابل سوئیس
- نخستین هت‌تریک: داوید ویا برای اسپانیا در مقابل روسیه

## بازاریابی

### توپ مسابقه
توپ مسابقه‌ای که برای رقابت‌های پایانی در نظر گرفته شده، در مراسم قرعه‌کشی معلوم شد. این توپ که یوروپس (Europass) نام دارد و آدیداس آن را تولید کرده، ۱۴ تکه‌است و ساختارش همانند تیم‌گیست (Teamgeist) می‌باشد، فقط سطح آن را کمی اصلاح کرده‌اند.

### لباس‌ها
چهار تولیدکنندهٔ لباس، در مسابقات حضور دارند:
| سازندهٔ لباس | تیم‌ها                                    |
| ----------- | ---------------------------------------- |
| آدیداس      | فرانسه، آلمان، یونان، رومانی، اسپانیا    |
| نایک        | کرواسی، هلند، پرتغال، روسیه، ترکیه       |
| پوما        | اتریش، جمهوری چک، ایتالیا، لهستان، سوئیس |
| اومبرو      | سوئد                                     |

### موسیقی
ترانهٔ رسمی یورو ۲۰۰۸ ترانهٔ «آیا می‌توانی مرا بشنوی» از انریکه ایگلسیاس است. این ترانه روز ۹ تیر پس از برپایی جشن اختتامیه به صورت زنده در ورزشگاه ارنست هاپل وین اجرا شد. مدت زمان «آیا می‌توانی مرا بشنوی» ۳ دقیقه و ۴۴ ثانیه است و موزیک‌ویدئوی آن که توسط پائول ماینر کارگردانی شده، چندتا از ترفندهای فوتبال را نشان می‌دهد.
هم‌چنین دو آهنگ به نام‌های «مانند یک ابرستاره» و «یورش را احساس کن» که شگی آن‌ها را ضبط کرده‌است هم به عنوان ترانه‌های نمادین یورو ۲۰۰۸ برگزیده شده‌اند. از آن‌ها به عنوان موسیقی پس‌زمینه در نماهنگ‌های تریکس و فلیکس استفاده شده‌است.
ترانهٔ سوئیسی رسمی بازی‌ها نسخهٔ جدیدی از «برینگ ان های» اجراشده توسط باشی (خواننده) است.

### شعار
شعار یورو ۲۰۰۸ روز ۵ بهمن ۱۳۸۵ انتخاب شد: منتظر احساسات باشید.
رئیس یوفا، میشل پلاتینی می‌گوید: «این شعار به‌طور مختصر و مفید چیزی را که یورو ۲۰۰۸ می‌خواهد ارائه کند را توضیح می‌دهد: همه‌جور احساسات - لذت، نومیدی، آسودگی یا فشار زیاد - درست تا سوت پایان.»

### نمادهای خوش‌بختی

تریکس و فلیکس، نمادهای رسمی مسابقات یورو ۲۰۰۸

دو نماد خوش‌بختی یورو ۲۰۰۸، پس از رأی‌گیری از عموم مردم دو کشور میزبان نام‌گذاری شدند. انتخاب‌ها این‌ها بودند:
- زاگی و زیگی
- فلیتز و بلیتز
- تریکس و فلیکس

پس از دریافت ۳۶٫۳٪ از آرا، تریکس و فلیکس انتخاب شدند. کریستین ماستکلر، که کارگردان مسابقات در سوئیس است، می‌گوید: «من مطمئنم که این نمادهای خوش‌بختی و نام‌های آن‌ها برای فهمیدن تمام ماجرا بخشی حیاتی خواهد بود.»

### پول جایزه
یوفا تصویب کرد که در مجموع ۱۸۴ میلیون یورو به شرکت‌کنندگان رقابت‌ها داده شود، که این میزان بیش‌تر از ۱۲۹ میلیونی است که به عنوان جایزه در رقابت‌های پیشین داده شد. توزیع‌ها به شکل زیر خواهد بود:
پاداش حضور در مسابقات: ۷٫۵ میلیون یورو
پاداش‌های اضافی بر اساس عملکرد تیم‌هاست:
- مرحله گروهی (هر بازی):
  - برد: ۱ میلیون یورو
  - تساوی: ۵۰۰٬۰۰۰ یورو
- یک‌چهارم پایانی: ۲ میلیون یورو
- نیمه‌پایانی: ۳ میلیون یورو
- نایب قهرمان: ۴٫۵ میلیون یورو
- قهرمان: ۷٫۵ میلیون یورو

اگر قهرمان مسابقات، همه بازی‌های دور گروهی را با پیروزی تمام کند، در مجموع ۲۳ میلیون یورو جایزه دریافت می‌کند که این اتفاق برای اسپانیا 

### حقوق پخش
از اول مهر ۱۳۸۶ بسیاری از رادیو-تلویزیون‌های ملی جهان حقوق پخش مسابقات را بدست آورده‌اند. برای دیدن یک فهرست کامل، حقوق پخش جام ملت‌های اروپا ۲۰۰۸ را ببینید.

## قهرمان
| قهرمان جام ملت‌های اروپا ۲۰۰۸ |
| ---------------------------- |
| اسپانیا                      |
| دومین قهرمانی                |